# ワース 命の値段
『ワース 命の値段』（ワース いのちのねだん、原題：Worth）は、2020年のアメリカ合衆国のドラマ映画。監督はサラ・コランジェロ、出演はマイケル・キートン、スタンリー・トゥッチ、エイミー・ライアンなど。
アメリカ同時多発テロ事件の約7000人もの犠牲者と遺族に補償金を分配する国家的な大事業を担当したケネス・ファインバーグの実話を、ファインバーグ自身の回想録『What Is Life Worth?』を基に映画化。
2020年1月24日にサンダンス映画祭で初上映された。

## ストーリー
2001年のアメリカ。ケネス(ケン)・ファインバーグは、調停と裁判外での紛争解決を専門とする負け知らずの敏腕弁護士だった。9・11同時多発テロの発生後、政府は、被害者や遺族による航空会社や貿易センタービル等への提訴が殺到することを懸念した。何千件もの裁判は経済を混乱させ、国力低下を招くものだった。政府は基金を立ち上げて、提訴権の放棄と引き換えに賠償金を払う法案を押し通し、ケンを特別管財人に任命して個々の支払額の決定を求めた。国への忠誠心と多少の名誉欲で、この困難な仕事を無報酬で引き受けるケン。
特別チーム『9.11被害者補償基金プログラム』を結成し、特別管財人の裁量で支払い額の計算式を定めるケン。司法省は関係者の8割が提訴権を放棄しなければ経済的な混乱が生じると予想していた。法律により賠償金の申し込みには締め切りがあり、2年後の12月までに8割に達する必要があった。だがこの時点では未だ、被害者の実数すら定かではなかった。
第一回の説明会で賠償の計算式を説明し、関係者たちの反発を買うケン。命の値段を決め、提訴は損だと説くケンは憎まれ、通りでゴミを投げつけられることもあった。それでも、個々の被害者の給料や家族構成を調べて賠償額を算出するケン。
ケンと特別チームの元に、賠償金の計算に必要な書類を持って面会に来る関係者たち。書面だけでなく、彼らの悲しみや苦しみの話にも耳を傾けるスタッフたち。ケン自身は面談はせず、スタッフにも私情を挟み過ぎるなと注意していた。
申請者の数は伸び悩み、ケンの計算式は間違っていると主張するチャールズ・ウルフが被害者たちから多くの賛同を得ていった。妻を亡くした遺族のウルフは、第一回の説明会から参加して、ケンの間違いを指摘していた。
ケンのチームの一員であるプリヤは、ウルフのサイトを検証し、ケンにウルフと会うことを進言した。面会の席で、ケンが遺族を数字としてしか見ず、敬意を示していないと指摘するウルフ。
7000人を上回る関係者の中には、同性愛カップルを認めない州に住むためにパートナーの賠償金を受け取れない者や、夫を亡くした妻が賠償金を拒否したために、夫の隠し子まで金を受け取れない等の特殊なケースもあった。被害者と面談をしないケンだったが、隠し子がいた未亡人のカレンと偶然に接したことにより、個々の被害者に目を向けることの重要性に目覚めていった。
まだ賠償金を申請しない多数の関係者について親身に考え、彼らの声を聞こうと方針を修整するケン。事務所に来られない関係者には飛行機に乗ってでも会いに行き、悲しみ苦しみを共感した上で賠償金の申請を勧めた。だが、申請期限まで3週間に迫っても、参加率は36％で目標の80％には程遠かった。ウルフや政治家にも協力を求め、出来ることは全て行うケン。それでも申請は伸び悩んだ。気が弱り、政治家が要求して来た金持ちの優遇措置を行いかけたが、既(すんで)のところで思い留まるケン。
事務所に戻ったケンが目にしたのは、続々と届く申請書類の束だった。ウルフが支持者に向けて、ケンを擁護するメッセージを発したのだ。締め切り間際に申請は95％を超え、未亡人のカレンも隠し子のためにと申請を行った。達成できなかった案件もあったが、国は集団訴訟による混乱から救われた。

## キャスト
- ケネス（ケン）・ファインバーグ（英語版）：マイケル・キートン
- チャールズ・ウルフ：スタンリー・トゥッチ
- カミール・バイロス：エイミー・ライアン
- リー・クイン：テイト・ドノヴァン
- カレン・ドナート：ローラ・ベナンティ
- デデ・ファインバーグ：タリア・バルサム
- バート・カスバート：マーク・マロン（英語版）